# My Blue Heaven (Lied)
My Blue Heaven ist der Titel eines Popsongs, der 1924 von George A. Whiting (Text) und Walter Donaldson (Musik) geschrieben wurde. Paul Whiteman hatte mit dem Stück einen Nummer-eins-Hit. Auch die Version von Gene Austin wurde ein Pop-Hit und entwickelte sich zum mehrfachen Millionenseller. Der Song gehört zu den wenigen Stücken, die durch zwei verschiedene Interpreten zur Nummer eins der Hitparade geführt wurden.

## Entstehungsgeschichte

Paul Whiteman & His Orchestra - My Blue Heaven

My Blue Heaven wurde von George Whithing (Text) und Walter Donaldson (Musik) als einzige Zusammenarbeit beider professioneller Autoren bereits im Jahre 1924 komponiert, mithin drei Jahre vor seiner Veröffentlichung. Walter Donaldson schrieb es an einem Nachmittag im Friars Club in New York, als er auf seinen Einsatz beim Billard warten musste. Whiting interpretierte den Song in seinen Vaudeville-Acts. 1927 interessierte sich der Rundfunksänger Tommy Lyman für das Stück und übernahm es als seine Erkennungsmelodie.

## Kennzeichen des Songs
Nach Ansicht von Alec Wilder ist an dem Song musikalisch nichts Bemerkenswertes. Der Song ist in der Standard-Liedform AABA gehalten. Der Text beschäftigt sich mit dem Thema Heim und Familie und endet in jeder Strophe auf My Blue Heaven.

## Erste Einspielungen
Paul Whiteman & His Orchestra nahm My Blue Heaven am 6. Juli 1927 in New York als erster Interpret auf. Das im Oktober 1927 auf Victor Records (# 20828) veröffentlichte Stück erreichte für eine Woche den ersten Platz der US-Pop-Hitparade. Für Whitemans Star-Orchester war dies keine Besonderheit, denn die Band hatte bereits 19 Tophits verbuchen können. Die nächste Fassung wurde bereits am 9. September 1927 von Don Voorhees & Orchestra eingespielt, die nach ihrer Veröffentlichung im Dezember 1927 lediglich einen neunten Rang schaffte.

## Millionenseller
Nur wenige Tage danach betrat Gene Austin am 14. September 1927 ein Tonstudio in New York, um den Popsong in einer neuen Version aufzunehmen. Nach heutigen Maßstäben gehört er noch in das Genre des „Crooning“. Mit der zwei Tage später aufgenommenen B-Seite Are You Thinking of Me Tonight wurde das Stück wiederum bei Victor (Katalog-# 20964) am 17. Dezember 1927 herausgebracht und blieb für 13 Wochen auf dem ersten Platz der Charts. Austin hatte bereits 5 Tophits in seinem Repertoire, und das Variety-Magazin gab sich optimistisch: „Der größte Plattenverkäufer ist derzeit Gene Austin, dessen Forgive Me bereits über 500.000 Platten umsetzte. My Blue Heaven wird das überschreiten“. Tatsächlich verkaufte sich dieser Hit mit 5 Millionen Exemplaren am besten von allen Hits seines Repertoires und für lange Zeit in der Musikindustrie allgemein. Nach Angaben von Austin hat sich der Song sogar 8 Millionen Mal über die Ladentheke verkauft. Gene Austins Version blieb für 15 Jahre der am meisten verkaufte Song, bis er 1942 durch Chattanooga Choo Choo abgelöst wurde. RCA Victor hat von Austins Songs insgesamt mehr als 86 Millionen Platten verkauft.

## Coverversionen

Jimmie Lunceford & His Orchestra - My Blue Heaven

Durch zahlreiche Cover-Versionen wurde My Blue Heaven zu einem Jazz-Standard; die ASCAP registrierte über 60 Versionen von My Blue Heaven, Walter Donaldson hat insgesamt 271, George Whiting 61 Kompositionen urheberrechtlich schützen lassen. Aus dem breiten Spektrum der Coverversionen herauszugreifen ist die Jazz-Version des Jimmy Lunceford Orchestra, aufgenommen am 23. Dezember 1935 und arrangiert von Sy Oliver. Die auf Decca #712 im April 1936 erschienene Single mit der B-Seite Stomp It Off erschien zwar nicht in der Hitparade, kann aber als bemerkenswerte Swing-Fassung des Millionensellers eingestuft werden. Mit dem Gesangstrio aus Oliver, Willie Smith und Gitarrist Al Norris (der hier Geige spielt) und Willie Smiths Gegenmelodie auf dem Baritonsaxophon liefert Lunceford eine klassische Bigband-Leistung ab.
Ferner erwähnenswert ist Fats Dominos Version, der My Blue Heaven am 23. Dezember 1955 in Cosimo Matassas J&M-Studio in New Orleans als B-Seite von I’m in Love Again aufnahm. Nach ihrer Veröffentlichung im März 1956 (Imperial #5386) erreicht die B-Seite einen fünften Platz in den R&B-Charts und Platz 19 in den Popcharts. Produziert von Dave Bartholomew, wurde der Song im typischen Boogie-Piano-Stil Fats Dominos aufgenommen.
Weitere Jazz-Versionen wurden von Benny Carter, Cozy Cole’s Big Seven, Coleman Hawkins, Ernst Höllerhagen, Helen Humes, dem Glenn Miller Orchestra, Lena Horne, Joe Newman, Red Norvo, Oscar Peterson, Artie Shaw, Stuff Smith und Art Tatum eingespielt.